# Gheorghe Alexianu
Gheorghe Alexianu, né le 1er janvier 1897 à Străoane et décédé le 1er juin 1946 à Jilava, est un avocat, professeur de lycée et professeur associé qui fut gouverneur de Transnistrie entre 1941 et 1944. 
En 1946, il est accusé et reconnu coupable de crimes de guerre, de crimes contre la paix et de crimes contre l'humanité. Condamné à mort par le tribunal populaire de Bucarest (peine reconfirmée dans les appels de 2006 et 2008), il est exécuté en juin 1946 par un peloton d’exécution.